# 科门龙属
科门龙（学名：Komensaurus）是原始崖蜥科沧龙的一个属，生存于晚白垩世。化石发现于斯洛文尼亚科门的森诺曼阶石灰岩中。其早些时候被称作“的里雅斯特的崖蜥科”。2007年命名了模式种卡氏科门龙（Komensaurus carrolli）。正模标本MCSNT 11430及其近亲卡索蜥均发现于斯洛文尼亚。